# Trilogie Amber
 (janvier 2015).
Si vous disposez d'ouvrages ou d'articles de référence ou si vous connaissez des sites web de qualité traitant du thème abordé ici, merci de compléter l'article en donnant les références utiles à sa vérifiabilité et en les liant à la section « Notes et références ».
La trilogie Amber est une série de jeux vidéo inachevée. Elle est composée de deux jeux de rôle créés par Thalion Software. À cause de la faillite de Thalion, seuls deux des trois jeux prévus (Amberstar et Ambermoon) sont sortis. Le titre de ce qui était supposé être le troisième et dernier jeu a été dévoilé par le créateur du jeu, Karsten Köper comme étant Amber Worlds[réf. nécessaire].
Les jeux se déroulent dans un monde de fiction appelé Lyramion. Dans Amberstar, le personnage est dans une quête dont le but est de vaincre un démon en récupérant un artéfact appelé Amberstar, qui a été divisé en 13 morceaux éparpillés dans le monde entier. Dans Ambermoon, Lyramion est entrée en collision avec sa troisième lune, et s'est divisée en un grand nombre de petites îles. 90 ans ont passé depuis que les évènements d'Amberstar ont pris place, et le personnage est le petit-fils du personnage principal d'Amberstar (le jeu commence avec le vieil homme mourant qui passe la main ainsi que ses connaissances au personnage).

## Ambermoon
Ambermoon n'est sorti officiellement que dans une version en allemand. Néanmoins, des années plus tard, une version en anglais est apparue, elle est quasiment finalisée par Thalion peu avant que la compagnie ne ferme ses portes (la version anglaise est la bêta v1.07, tandis que la dernière version allemande sortie est la v1.05).
Le jeu est intégralement ressourcé par Denis Lechevalier (DLFRSILVER) en 2013, aidé par Bertrand Jardel (CFOU). Cette version, la v3.00, apporte également la résolution de bugs de textes de la version anglaise.